# Nilshahr
Nīlshahr, anche Nilabad, (farsi نیل‌شهر) è una città dello shahrestān di Torbat-e-Jam, circoscrizione di Bujgan, nella provincia del Razavi Khorasan in Iran. Aveva, nel 2006, una popolazione di 6.674 abitanti. La città si trova a sud-est di Torbat-e-Jam.